# Смертельный друг
«Смертельный друг» (англ. Deadly Friend) — кинофильм жанра научная фантастика и ужасы. Экранизация романа Дайена Хенстелл «Друг» (англ. Friend).

## Сюжет
Подросток Пол Конвей и его мать Джинни переехали в небольшой город. Семья поселилась в частном доме; Пол продолжал изучать мозг в местном колледже и совершенствовать созданного им робота по имени BB (БиБи). BB под руководством хозяина старался в разных ситуациях действовать и думать как человек; иногда это ему удавалось. Пол подружился с юношей Томом и девочкой Самантой (Сэми), которая жила по соседству с домом семьи Конвей. Другой сосед — старая леди Эльвира Паркер; она отрицательно относится к нарушениям границ её участка.
Во время игры баскетбольный мяч попал на участок Эльвиры Паркер. Ночью в Хэллоуин Пол, Том и Саманта открыли замок на воротах и попытались проникнуть в дом, чтобы забрать принадлежащий им мяч. BB застрелен старой леди. В ту ночь Сэми впервые поцеловалась с Полом. Но сумасшедший отец девушки, державший её в страхе, увидел это. Отец избил дочь и спустил её по лестнице в доме. Сэми получила сильнейший ушиб головы. Доктора говорят Полу, что ей долго не прожить.
Пол заставил Тома работать с ним, чтобы помочь спасти Сэми. Его план: выкрасть подругу из больницы до того, как ей отключат аппарат жизнеобеспечения. Они не успели всего на несколько минут: девушка умерла. Но Пол не сдался. Он взял чип от процессора BB и хирургическим путём внедрил его в мозг Саманты. По расчетам Пола, модифицированный чип робота может залечивать раны, поэтому воскресит Сэми. Саманта была активирована дистанционным управлением BB и ожила, но позже она разволновалась, увидев своего отца в окно. Самантой теперь руководят мозг робота и первобытные инстинкты. Пол в ужасе отключил питание.
Но Саманта сумела избежать зависимости от батареек и пульта управления. Скоро из соседних домов полиция вынесла два трупа, потому что Саманта обрела нечеловеческую силу и жажду мести. Голова её убитого отца сгорает в печи подвала, а Эльвира Паркер получила смертельный удар мячом по голове. Пол пытался остановить Саманту, а затем спасти от преследования полиции, потому что всё ещё любил девушку. Саманта тоже видела в нём единственного друга, но не надеялась на его помощь и стала действовать сама. Посмотрев на себя в зеркале, монстр Саманта увидела разлагающееся тело. У неё остался только один выход — умереть… Пол пришёл за ней в морг, чтобы опять её выкрасть, но окоченевший труп девушки внезапно оживает. Финальные кадры зрители смотрят уже не глазами Саманты, а глазами робота BB. Он стал хозяином тела погибшей девушки.

## В ролях
- Мэттью Лабортье — Пол Конвэй
- Кристи Суонсон — Саманта Прингл
- Майкл Шэррет — Слайм
- Энн Твомэй — Дженни Конвэй
- Ричард Маркус — Гарри Прингл
- Энн Рэмси — Эльвира Паркер
- Ли Пол — Сержант Волчек
- Чарльз Фляйшер — Голос робота
- Расс Марин — Доктор Джонсон
- Джоэль Хайл — Шериф

## Факты
- Фильм был снят спустя два года после выхода первого «Кошмара на улице Вязов» и в целом очень хорошо повторяет идеи режиссёра Уэса Крэйвена тех лет.
- Сюжет картины в какой-то степени напоминает всемирно известные экранизации Франкенштейна, но в современной постановке.